# 袁凱
袁凱（?—?），字景文，松江府華亭縣（今上海松江区）人，元末明初政治人物。元末為府吏，明洪武三年（1370年）薦授監察御史，被明太祖朱元璋評價「老猾持兩端」，索性裝瘋，以病免歸。能作詩，法杜甫。因在楊維楨面前吟詠《白燕》詩得名，人稱「袁白燕」。有《海叟集》4卷，附「集外詩」1卷。
父袁介於元末官松江府府椽。

## 借瘋保命
一次朱元璋命袁凱將死刑犯的名單轉交與太子朱標，朱標認為執刑太嚴，故在名單上稍有裁減，並要袁凱覆告朱元璋，朱元璋見到朱標的意見後，問袁凱皇帝與太子孰是孰非，袁凱則指皇上持法以正，太子則宅心仁厚，皆無不是。朱元璋聞言，認為袁凱狡猾不實，模稜兩可，乃勃然大怒，將之禁錮。
袁凱雖於三日後獲釋，但自覺命不久矣，故在上朝過金水橋時裝瘋，仆地不起。朱元璋不信，命木匠鑽扎袁凱身體，袁凱不為所動。告归，回到故乡。朱元璋仍不放心，派人到華亭宣旨，擢升袁凱為松江府儒學教授，袁凱只目瞠使者，高唱《月兒高》曲。
朱元璋仍然不信，又派特務跟蹤，袁凱乃叫家人以炒麵攪砂糖，假裝豬犬糞便，匍匐而食，終使朱元璋相信。洪武二十年（1387年）时，曾为县儒学训导。而他最终得以壽終正寢。

## 袁白燕
袁凱未入仕前，曾與友到浙南名士楊維楨府上作客，座上有人展示一首《詠白燕》詩，楊維楨對詩中的「珠簾十二中間卷，玉翦一雙高下飛」兩句，十分讚賞，袁凱卻指此詩雖然不錯，但仍未能將燕子描寫得極盡其妙，然後呈上自己的《白燕》詩。讀到「月明漢水初無影，雪滿梁園仍未歸」等句，楊維楨大為驚賞，將詩作遍示座客。從此袁凱有了「袁白燕」此美譽。

## 延伸阅读
[在维基数据编辑]
 《明史卷二百八十五》，出自《明史》